# Северо-восточный Монлюсон
Се́веро-восто́чный Монлюсо́н (фр. Montluçon-Nord-Est) — кантон во Франции, находится в регионе Овернь, департамент Алье. Входит в состав округа Монлюсон.
Код INSEE кантона — 0331. Всего в кантон Северо-восточный Монлюсон входят 3 коммуны, из них главной коммуной является Монлюсон.
Кантон был основан в 1982 году.

## Коммуны кантона
| Коммуна    | Население, чел. (1999) | Почтовый индекс | Код INSEE |
| ---------- | ---------------------- | --------------- | --------- |
| Во         | 966                    | 03190           | 03301     |
| Монлюсон   | 9 332                  | 03100           | 03185     |
| Сен-Виктор | 1 957                  | 03410           | 03262     |

## Население
Население кантона на 2006 год составляло 10 612 человек.
| 1962 | 1968 | 1975 | 1982 | 1990   | 1999   | 2006   | 2007 | 2008 |
| ---- | ---- | ---- | ---- | ------ | ------ | ------ | ---- | ---- |
| —    | —    | —    | —    | 11 860 | 11 255 | 10 612 | —    | —    |